# Offer You a Secret
Offer You a Secret è un singolo del gruppo musicale italiano Marti, pubblicato il 24 novembre 2017 come secondo estratto dal terzo album in studio King of the Minibar.

## Descrizione
Parlando del brano, Andrea Bruschi ha dichiarato che il titolo si ispira ad una frase tratta da un dialogo del film Love Streams di John Cassavetes, "Chi ama deve offrire i propri segreti alla persona amata"

## Video musicale
Il videoclip, diretto da Lorenzo Vignolo, è stato girato tra Torvaianica (Roma) e Bangkok (Thailandia).

### Crediti
- Regia – Lorenzo Vignolo
- Aiuto regia – Sara De Martino
- Direttore della fotografia – Corrado Serri (AIC)
- Assistente alla fotografia – Jimmy Lippi Pinna
- Montatore – Larry Wine
- Colorist – Marco De Giorgi
- Make up – Valentina Marra
- Ringraziamenti – Valerio Morini, Juliet Consentino, Vittorio Badini Confalonieri, Marisa 12Pini Lunapark
- Attori – Tara Lucia Prades, Andrea Bruschi